# Akun
Akun (in lingua aleutina Akungan) è una delle isole Fox, fa parte del sottogruppo delle Isole Krenitzin, nell'arcipelago delle Aleutine; si trova nel mare di Bering a est dell'isola di Akutan e a sud-ovest di Unimak oltre lo stretto di Unimak ed appartiene all'Alaska (USA); amministrativamente fa parte del Borough delle Aleutine orientali, (in inglese Aleutians East Borough) ed è disabitata.
L'isola ha una superficie di 166,77 km², il suo punto più alto è il vulcano St. Gilbert (818 m).